# Carpi FC 1909
Carpi Football Club 1909 este un club de fotbal din Carpi, Italia, care evoluează în Serie D. La 28 aprilie 2015, Carpi a obținut prima promovare din istorie în Serie A, dar a retrogradat după un singur sezon.